# Новоелизаветовка (Донецкая область)
Новоелизаветовка (укр. Новоєлизаветівка) — село на Украине, находится в Покровском районе Донецкой области.
Население по переписи 2001 года составляет 620 человек. Почтовый индекс — 85372. Телефонный код — 623.

## Адрес местного совета
85372, Донецкая область, Покровский р-н, с. Новоелизаветовка, ул. Ленина, 1